# IC 3508
IC 3508 ist eine linsenförmige Galaxie vom Hubble-Typ SB0-a im Sternbild Coma Berenices am Nordsternhimmel. Sie ist schätzungsweise 349 Millionen Lichtjahre von der Milchstraße entfernt.
Das Objekt wurde am 23. März 1903 von Max Wolf entdeckt.